# Akira Yamanouchi
Pour les articles homonymes, voir Yamanouchi (homonymie).
Akira Yamanouchi (山内明, Yamanouchi Akira), né dans la préfecture de Tokyo, au Japon, le 11 juillet 1921 et mort le 29 octobre 1993, est un acteur japonais.

## Biographie
Akira Yamanouchi paraît dans près de 120 films entre 1943 et 1993

## Filmographie partielle
- 1943 : La Marine militaire (海軍, Kaigun?) de Tomotaka Tasaka
- 1946 : Un vagabond élégant (粋な風来坊, Iki na fūraibō?) de Masahiro Makino : Seitarō Yamamoto
- 1946 : La Femme qui attend en vain (待ちぼうけの女, Machibōke no onna?)  de Masahiro Makino : Yoshida
- 1947 : Shin'ya no shichō (深夜の市長?) de Yūzō Kawashima
- 1947 : Wakaki hi no chi wa moete (若き日の血は燃えて?) de Miyoji Ieki
- 1947 : Le Phénix (不死鳥, Fushichō?) de Keisuke Kinoshita
- 1948 : Tentation (誘惑, Yuwaku?) de Kōzaburō Yoshimura : Saburo Takeda
- 1948 : Serment rompu (破戒, Hakai?) de Keisuke Kinoshita : Bunpei Katsuno
- 1952 : Hanaogi sensei to Santa (花荻先生と三太?) de Hideo Suzuki : Tsuno
- 1952 : Je n'oublierai pas la chanson de Nagasaki (長崎の歌は忘れじ, Nagasaki no uta wa wasureji?) de Tomotaka Tasaka : Michinobu
- 1952 : Les Enfants d'Hiroshima (原爆の子, Genbaku no ko?) de Kaneto Shindō
- 1952 : Muntinlupa no yo wa fukete (モンテンルパの夜は更けて?) de Nobuo Aoyagi
- 1953 : Epitome (縮図, Shukuzu?) de Kaneto Shindō : Kuramochi
- 1953 : La Vie d'une femme (女の一生, Onna no issho?) de Kaneto Shindō : Shintaro Yamazaki
- 1954 : Dorodarake no seishun (泥だらけの青春?) d'Ichirō Sugai : Tosuke Satomura
- 1955 : Funaba no musume yori: Wasureji no hito (船場の娘より 忘れじの人?) de Toshio Sugie
- 1956 : Koko ni sachi ari - Zenpen: Yūwaku no miyako (ここに幸あり 前篇 誘惑の都?) de Yoshiaki Banshō : Yasuo Sano
- 1956 : Koko ni sachi ari - Kōhen: Hana saku asa (ここに幸あり 後篇 花咲く朝?) de Yoshiaki Banshō : Yasuo Sano
- 1957 : Le Visage (顔, Kao?) de Tatsuo Ōsone : Tetsuji Iijima
- 1958 : Kuroi kafun (黒い花粉?) de Hideo Ōba : Mutō
- 1959 : Hiroi ten (広い天?) de Masaro Nozaki : Kenzō
- 1959 : Iō-tō (硫黄島?) de Jūkichi Uno : Okada
- 1959 : Mon deuxième frère (にあんちゃん, Nianchan?) de Shōhei Imamura
- 1961 : Cochons et Cuirassés (豚と軍艦, Buta to gunkan?) de Shōhei Imamura : Sakiyama
- 1961 : Qui êtes-vous, Monsieur Sorge ? d'Yves Ciampi : Hidemi Ozaki
- 1961 : Arashi o tsukkiru jetto-ki (嵐を突っ切るジェット機?) de Koreyoshi Kurahara
- 1962 : Sugata naki tsuisekisha (姿なき追跡者?) de Takumi Furukawa : Akira Kaido
- 1962 : Moeru minamijūjisei (燃える南十字星?) de Buichi Saitō
- 1963 : Kaze no shisen (風の視線?) de Yoshirō Kawazu : Shigetaka Ryuzaki
- 1963 : Kawakkaze yarō tachi (川っ風野郎たち?) de Mitsuo Wakasugi : Shinzaburō Ike
- 1963 : Oka wa hanazakari (丘は花ざかり?) de Kiyoshi Horiike : Haruo Ishiyama
- 1964 : Les Fleurs et les Vagues (花と怒濤, Hana to dotō?) de Seijun Suzuki
- 1965 : Iki ni kanzu (意気に感ず?) de Buichi Saitō
- 1965 : La Vie d'un tatoué (刺青一代, Irezumi ichidai?) de Seijun Suzuki : Kinoshita Yuzo
- 1967 : Mesu ga osu o kuikorosu: Kamakiri (雌が雄を喰い殺す かまきり?) d'Umetsugu Inoue : Kinya Chujo
- 1968 : Le Soleil de Kurobe (黒部の太陽, Kurobe no taiyō?) de Kei Kumai : Tsukamoto
- 1968 : Moeru tairiku (燃える大陸?) de Shōgorō Nishimura
- 1969 : Puni par le ciel (人斬り, Hitokiri?) de Hideo Gosha
- 1970 : Fuji sanchō (富士山頂?) de Tetsutarō Murano
- 1971 : Ame wa shitteita (雨は知っていた?) de Michio Yamamoto : Hiroyuki Nishimoto
- 1971 : Godzilla vs Hedora (ゴジラ対ヘドラ, Gojira tai Hedorā?) de Yoshimitsu Banno : Dr. Toru Yano
- 1971 : La Bataille d'Okinawa (激動の昭和史 沖縄決戦, Gekido no showashi: Okinawa kessen?) de Kihachi Okamoto
- 1972 : Goyōkiba (御用牙?) de Kenji Misumi
- 1973 : Baby Cart : Le Territoire des démons (子連れ狼 冥府魔道, Kozure Ōkami: Meifumadō?) de Kenji Misumi : Shinnoji Senzo
- 1974 : Goyōkiba: Oni no Hanzō yawahada koban (御用牙 鬼の半蔵やわ肌小判?) de Yoshio Inoue : Takei
- 1974 : Mon chemin (わが道, Waga michi?) de Kaneto Shindō : Umina
- 1975 : Super Express 109 (新幹線大爆破, Shinkansen daibakuha?) de Jun'ya Satō
- 1990 : L'Aiguillon de la mort (死の棘, Shi no toge?) de Kōhei Oguri
- 1993 : Mourir à l'hôpital (病院で死ぬということ, Byōin de shinu to iu koto?) de Jun Ichikawa